# René Labat
René Labat (* 5. Juni 1904 in Saint-Loubès; † 3. April 1974 in Paris) war ein französischer Altorientalist. Von 1952 bis zu seinem Tod war er Professor am Collège de France, außerdem Mitglied der Académie des inscriptions et belles-lettres und des Deutschen Archäologischen Instituts.
Labat studierte an der École pratique des hautes études in Paris bis 1932, wo er im Folgejahr Akkadisch unterrichtete. 1938 wurde er zum docteur ès lettres promoviert. Labat hat an vielen bedeutenden Werken mitgeschrieben, unter anderem an der Encyclopædia Universalis, der Cambridge Ancient History und der Fischer Weltgeschichte. Sein Manuel d’épigraphie akkadienne gehört neben dem jüngeren Werk von Rykle Borger zu den autoritativen Referenzwerken für die Entzifferung der Keilschrift.
1968 wurde er zum Mitglied der Académie des Inscriptions et Belles-Lettres gewählt.

## Schriften (Auswahl)
- L’akkadien de Boghaz-Köi. Étude sur la langue des lettres, traités et vocabulaires akkadiens trouvés à Boghaz-Köi. Delmas, Bordeaux 1932.
- Le caractère religieux de la royauté assyro-babylonienne (= Études d’assyriologie. 2). Maisonneuve, Paris 1938.
- La médecine babylonienne (= Les Conférences du Palais de la Découverte. Série D: Histoire des Sciences. 22, ZDB-ID 1127865-1). s. n. Alençon 1953.
- À propos de la chirurgie babylonienne. In: Journal asiatique. Band 242, 1954, S. 207–218.